# Synnøve Thoresen
Synnøve Thoresen (ur. w 1966) – norweska biathlonistka, dwukrotna medalistka mistrzostw świata.

## Kariera
W Pucharze Świata zadebiutowała w sezonie 1987/1988. W indywidualnych zawodach tego cyklu dwa razy stanęła na podium: 15 marca 1988 roku w Keuruu zwyciężyła w sprincie, a 18 marca 1989 roku w Steinkjer w tej samej konkurencji była trzecia. W pierwszych zawodach wyprzedziła Nadeżdę Aleksiewą z Bułgarii i Finkę Tuiję Vuoksialę, a w drugich uplasowała się za swą rodaczką, Anne Elvebakk i Swietłaną Dawydową z ZSRR. Najlepsze wyniki osiągnęła w sezonie 1988/1989, kiedy zajęła jedenaste miejsce w klasyfikacji generalnej.
W 1989 roku wystąpiła na mistrzostwach świata w Feistritz, gdzie zajęła 12. miejsce w sprincie, piąte w sztafecie, a razem z Elvebakk, Elin Kristiansen i Moną Bollerud zdobyła srebrny medal w biegu drużynowym. Na rozgrywanych rok później mistrzostwach świata w Mińsku/Oslo była między innymi szósta w biegu indywidualnym. Ponadto wspólnie z Signe Trosten, Hildegunn Mikkelsplass i Unni Kristiansen wywalczyła brązowy medal w biegu drużynowym podczas mistrzostw świata w Lahti w 1991 roku. Nigdy nie wystartowała na igrzyskach olimpijskich.

## Osiągnięcia

### Mistrzostwa świata
| Rok  | Miejscowość | Konkurencje | Konkurencje | Konkurencje | Konkurencje | Konkurencje | Konkurencje | Konkurencje |
| Rok  | Miejscowość | IN          | SP          | PU          | MS          | RL          | MR          | SR          |
| ---- | ----------- | ----------- | ----------- | ----------- | ----------- | ----------- | ----------- | ----------- |
| 1989 | Feistritz   | –           | 12.         | nd.         | nd.         | 5.          | nd.         | –           |
| 1990 | Mińsk/Oslo  | 6.          | 14.         | nd.         | nd.         | –           | nd.         | –           |
| 1991 | Lahti       | –           | 23.         | nd.         | nd.         | –           | nd.         | –           |

### Puchar Świata

#### Miejsca w klasyfikacji generalnej
| Sezon     | Miejsce |
| --------- | ------- |
| 1987/1988 | 15.     |
| 1988/1989 | 11.     |
| 1989/1990 | 14.     |
| 1990/1991 | 13.     |
| 1991/1992 | 28.     |

#### Miejsca na podium chronologicznie
| Lp. | Dzień    | Rok  | Miejscowość | Konkurencja      | Lokata | Pudła | Czas biegu | Strata | Zwycięzca     |
| --- | -------- | ---- | ----------- | ---------------- | ------ | ----- | ---------- | ------ | ------------- |
| 1.  | 15 marca | 1988 | Keuruu      | Sprint na 7,5 km | 1.     | ?     | ?          | –      | –             |
| 2.  | 18 marca | 1989 | Steinkjer   | Sprint na 7,5 km | 3.     | 1+3   | 26:38,0    | +59,0  | Anne Elvebakk |